# Calebe
Calebe Gonçalves Ferreira da Silva (Monte Azul Paulista, Estado de São Paulo, 30 de abril de 2000), conocido como Calebe, es un futbolista brasileño. Juega como mediocampista en el Deportivo Alavés de la Primera División de España.

## Trayectoria

### Sao Paulo
Calebe se unió a las categorías juveniles de São Paulo en 2015. Fue parte del equipo que ganó el Campeonato Brasileiro Sub-23 en 2018.

### Atlético Mineiro
En 2019, Calebe se incorporó cedido al Atlético Mineiro hasta febrero de 2021 con opción de compra. Allí ganó el Campeonato Mineiro 2019 con la categoría Sub-20 y recibió elogios por sus actuaciones en la Copa São Paulo de Futebol Júnior 2020 de parte de José Reinaldo de Lima, leyenda del club.
El 2 de septiembre de 2020, Calebe fue ascendido al primer equipo de forma definitiva. Hizo su debut profesional exactamente dos meses después, saliendo de la banca en una derrota por 3-0 ante Palmeiras por la Serie A Brasileña. El 1 de marzo de 2021 firmó un contrato de tres años con el club. El 7 de marzo, marcó el segundo gol y ayudó al tercero en la victoria por 4-0 en el Campeonato Mineiro sobre Uberlândia, apareciendo en el acta por primera vez en su carrera profesional. 

### Fortaleza
El 8 de febrero de 2023, Calebe se incorporó al Fortaleza.

## Palmarés

### Títulos regionales
| Título              | Club             | Región          | Año  |
| ------------------- | ---------------- | --------------- | ---- |
| Campeonato Mineiro  | Atlético Mineiro | Minas Gerais    | 2020 |
| Campeonato Mineiro  | Atlético Mineiro | Minas Gerais    | 2021 |
| Campeonato Mineiro  | Atlético Mineiro | Minas Gerais    | 2022 |
| Campeonato Cearense | Fortaleza E. C.  | Ceará           | 2023 |
| Copa do Nordeste    | Fortaleza E. C.  | Región Nordeste | 2024 |

### Títulos nacionales
| Título                          | Club             | País   | Año  |
| ------------------------------- | ---------------- | ------ | ---- |
| Campeonato Brasileño de Serie A | Atlético Mineiro | Brasil | 2021 |
| Copa de Brasil                  | Atlético Mineiro | Brasil | 2021 |
| Supercopa de Brasil             | Atlético Mineiro | Brasil | 2022 |